# NGC 7330
NGC 7330 је елиптична галаксија у сазвежђу Гуштер која се налази на NGC листи објеката дубоког неба.
Деклинација објекта је + 38° 32' 53" а ректасцензија 22h 36m 56,1s. Привидна величина (магнитуда) објекта NGC 7330 износи 12,3 а фотографска магнитуда 13,3. NGC 7330 је још познат и под ознакама UGC 12111, MCG 6-49-46, CGCG 514-67, PGC 69314.